# Serafima Markowna Ljuljakina

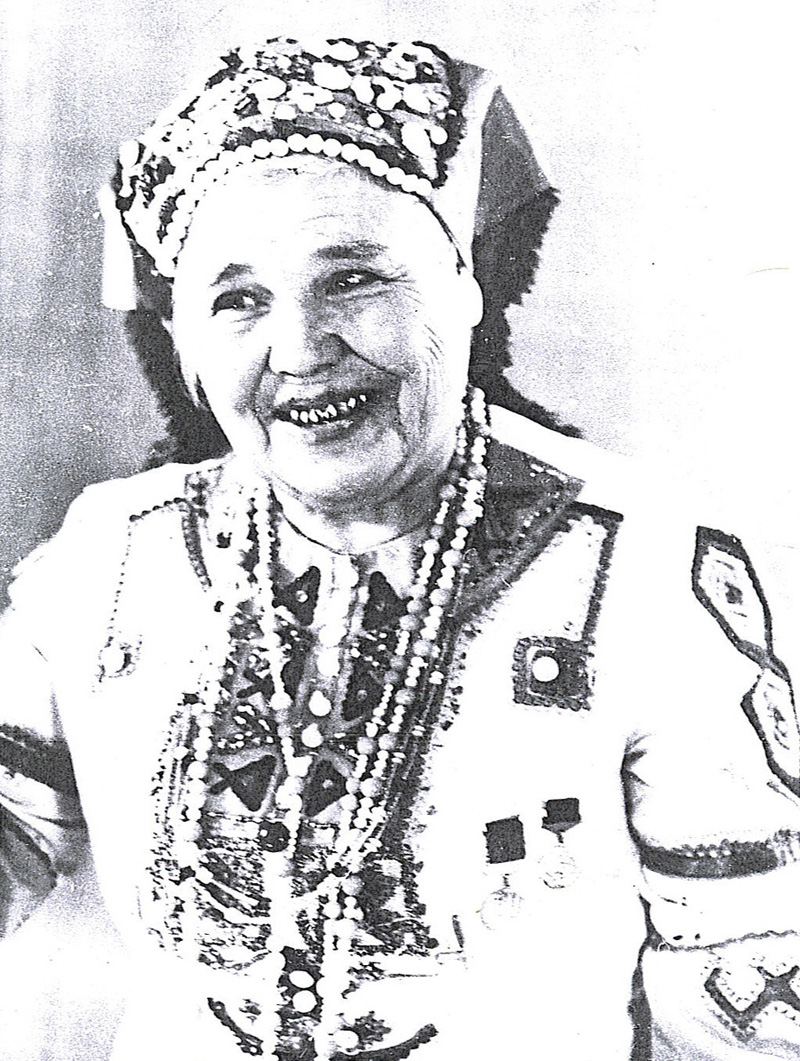
Serafima Markowna Ljuljakina

Serafima Markowna Ljuljakina (russisch Серафи́ма Ма́рковна Люля́кина; * 29. Juli 1922 in Nischnejagodnoje, Oblast Samara, Sowjetunion; † 17. Januar 1993 in Jagodnoje, Russland) war eine mordwinische Komponistin, Dichterin und Erzählerin in ersjanischer Sprache. Im Jahr 1992 erhielt sie den Staatspreis der Republik Mordwinien.

## Leben
Serafima Markowna wurde 1922 im Dorf Nischnejagodnoje (Нижнеягодное bei Podbelsk, heute im Rajon Pochwistnewo) in der Oblast Samara geboren. Sie stammte aus einer armen Bauernfamilie und hatte drei Brüder. Ein Schulbesuch war nur bis zur fünften Klasse möglich, obwohl sie sehr begabt war. Sie arbeitete in einer Kolchose, heiratete und zog ihre Kinder groß.
Serafima Markowna gehörte dem Volk der Ersja an, die selbst zu den finnougrischen Wolga-Finnen gehören. Sie war sehr musikalisch und erlernte viele Lieder und Volksmärchen von ihrer Großmutter Anisja Efimowna, die 105 Jahre lebte und in der Oblast Samara als Erzählerin bekannt war.
Seit ihrer Jugend kannte Serafima Markowna viele Lieder, improvisierte kleine Stücke und versuchte, auch selbst zu komponieren. Einige ihrer Lieder und Dichtungen wurden in regionalen oder Bezirkszeitungen veröffentlicht. Später erschienen sie als Teile von Sammelwerken und wurden in Rundfunk und Fernsehen übertragen, aber auch auf Bühnen in Moskau, Estland und Finnland aufgeführt. Nachdem 1982 ihr erstes Buch herauskam, konnte Serafima Markowna bis zu ihrem Tod eine Reihe von Büchern herausgeben. Eine Zeit lang war sie auch künstlerische Leiterin des dörflichen Kulturhauses.
Nach dem Gewinn mehrerer Wettbewerbe auf Amateurniveau erfuhr Serafima Markowna eine Reihe staatlicher Auszeichnungen: Verdiente Kulturarbeiterin der Mordwinischen ASSR (1990), Preisträgerin des Staatspreises der Republik Mordwinien und Auszeichnung des mordwinischen Komsomol (1992).
Serafima Markowna Ljuljakina, Mutter von sieben Kinder, starb am 17. Januar 1993 in Jagodnoje an Krebs. Sie wurde in ihrem Heimatdorf begraben.

## Werke
- «Моронь гайть» 1982 (dt. Läuten).
- «Расскажу тебе» 1986 (Ich werde Euch erzählen).
- «Минек оянок» 1988 (Unsere Freunde).
- «Тонеть, Мордовиям» 1991 (Du, mein Mordwinien).
- «Сказки, стихи, басни» 1993 (Erzählungen, Gedichte, Fabeln).